# Majed Nasser
Pour les articles homonymes, voir Nasser (nom).
Majed Nasser Humaid Bakheit (arabe : ماجد ناصر حميد بخيت) (né le 1er avril 1984 à Dubaï aux Émirats arabes unis) est un joueur de football international émirati, qui évolue au poste de gardien de but.

## Biographie

### Carrière en sélection
Avec l'équipe des Émirats arabes unis, il a joué 61 matchs (pour aucun but inscrit) depuis 2006. Il figure notamment dans le groupe des sélectionnés lors des Coupes d'Asie des nations de 2007 et de 2011.

## Palmarès
| Al Wasl - Championnat des Émirats arabes unis (1) : - Champion : 2006-07. - Coupe des Émirats arabes unis (1) : - Vainqueur : 2006-07. - Finaliste : 2007-08. - Coupe du golfe des clubs champions : - Finaliste : 2005. |  | Al Ahli - Championnat des Émirats arabes unis (1) : - Champion : 2013-14. - Coupe des Émirats arabes unis (1) : - Vainqueur : 2012-13. - Supercoupe des Émirats arabes unis (1) : - Vainqueur : 2013. |

### En sélection nationale
- Troisième de la Coupe d'Asie 2015.